# Monster Hunter Generations
Monster Hunter Generations (japanisch モンスターハンタークロス, Monsutā Hantā Kurosu) ist ein  Action-Rollenspiel, das von Capcom für den Nintendo 3DS entwickelt und veröffentlicht wurde. Das im Mai 2015 angekündigte Spiel wurde im November 2015 in Japan und im Juli 2016 international veröffentlicht. Wie andere Titel in der Monster-Hunter-Serie übernehmen die Spieler Quests, bei denen gefährliche Kreaturen gejagt werden. Zu den wichtigsten Ergänzungen in diesem Titel gehören Spezialangriffe, neue Kampfstile und die Fähigkeit, als Felynes zu spielen, die traditionell nur als Begleiter für den Spieler aufgetreten sind. Eine erweiterte Version des Spiels mit dem Titel Monster Hunter XX wurde im Oktober 2016 angekündigt und im März 2017 exklusiv in Japan veröffentlicht. Ein HD-Port der Erweiterung für die Nintendo Switch mit dem Titel Monster Hunter Generations Ultimate wurde im August 2017 in Japan veröffentlicht, gefolgt von einer weltweiten Veröffentlichung im August 2018.

## Spielprinzip
Das Spielprinzip von Monster Hunter Generations ist mit früheren Titeln der Serie vergleichbar: Der Spieler übernimmt die Rolle eines Jägers, der sich auf die Suche nach gefährlichen Kreaturen macht. Die Fähigkeiten eines Jägers werden durch die Art der Rüstungen und Waffen bestimmt, die er auf einer Quest trägt, da der Jäger sonst keine intrinsischen Attribute hat, die das Gameplay beeinflussen. Alle vierzehn Waffentypen von Monster Hunter 4 Ultimate, wie Schwerter, Hämmer, Bögen und Lanzen, sind in Monster Hunter Generations enthalten, zusätzlich zu dem neuen Prowler-Modus, der es dem Spieler ermöglicht, die Rolle eines Felynes, eine empfindungsfähige katzenähnliche Spezies, zu übernehmen. Jede Waffe verfügt über unterschiedliche Bewegungen und Fähigkeiten, die im Spiel eingesetzt werden können. Rüstungen gewähren Verteidigungsboni für physischen und elementaren Schaden und können bestimmte Fertigkeiten und Angriffstypen durch Basisattribute und das Hinzufügen spezieller Schmucksteine und Talismane verbessern. Um einen mächtigeren Jäger zu erschaffen, der gegen gefährlichere Kreaturen bestehen kann, nimmt der Spieler Material, das von Monstern geschnitzt wurde (entweder getötet oder über Fallen gefangen), sowie Material, das von den verschiedenen Feldern gesammelt und in Dorfläden gekauft wurde, um neue Rüstungen oder Waffen herzustellen und zu verbessern. Durch das Besiegen mächtigerer Kreaturen können noch mächtigere Ausrüstungsgegenstände hergestellt werden, wodurch der Fortschritt durch das Beutesystem des Spiels erreicht wird.

## Release
Monster Hunter Generations wurde zum ersten Mal in Japan unter dem Titel Monster Hunter X im Mai 2015 angekündigt. Die Veröffentlichung war im Laufe dieses Jahres während einer Nintendo-Direct-Präsentation geplant. Eine Demo des Spiels wurde am 19. November 2015 in Japan über den Nintendo eShop digital veröffentlicht. Die Demo enthielt drei Quests mit verschiedenen Monstern. Das Spiel wurde anschließend am 28. November 2015 in Japan für den Nintendo 3DS veröffentlicht.
Für Nordamerika und Europa wurde das Spiel am 15. Juli 2016 als Monster Hunter Generations veröffentlicht, zusammen mit dem New Nintendo 3DS XL in limitierter Auflage. Die Demoversion wurde am 15. Juni 2016 in Europa und am 30. Juni 2016 in Nordamerika zur Verfügung gestellt.
Eine erweiterte Version des Spiels, Monster Hunter XX, wurde im Oktober 2016 angekündigt und am 18. März 2017 in Japan veröffentlicht. Weitere herunterladbare Inhalte, die auf anderen Spielen basieren, wurden kurz nach der Veröffentlichung für diese Version zur Verfügung gestellt. Zu den neu vertretenen Spielen gehören die Serien The Legend of Zelda: Breath of the Wild und Ace Attorney sowie weitere Inhalte, die auf Ōkami und Strider basieren.
Am 26. Mai 2017 wurde bekannt gegeben, dass das Spiel unter dem japanischen Titel "Monster Hunter XX: Nintendo Switch Ver." auf der Nintendo Switch portiert und am 25. August 2017 veröffentlicht wird. Das Speichern von Daten aus Monster Hunter X kann in dieser Version des Spiels übertragen werden, während der Fortschritt auch zwischen den 3DS- und Switch-Versionen von XX ausgetauscht werden kann. Wie Monster Hunter 3 Ultimate zuvor bietet XX plattformübergreifenden Multiplayer. Während der Electronic Entertainment Expo 2017 im Juni gab Capcom bekannt, dass es zu diesem Zeitpunkt keine Pläne gab, die Switch-Version von Monster Hunter XX für das westliche Publikum zu lokalisieren. Dies änderte sich später, als der Titel am 28. August 2018 als Monster Hunter Generations Ultimate für westliche Märkte veröffentlicht wurde. Ultimate ermöglicht es den Spielern, gespeicherte Daten aus dem 3DS-Spiel Generations zu übertragen.

## Rezeption
Monster Hunter Generations für Nintendo 3DS hat national und international gute Bewertungen erhalten, die später folgende Version für Nintendo Switch wurde im Durchschnitt etwas geringer bewertet.

„Ich bin der Meinung, dass Monster Hunter nicht auf einen kleinen, sondern einen großen Bildschirm gehört und man endlich den Schritt zu einer zusammenhängenden Spielwelt mit dynamischem Ökosystem wagen sollte. Die Immersion wäre so viel größer, die Jagd so viel spannender. Trotzdem zieht mich auch die aktuelle Handheld-Monsterhatz mit ihren nach wie vor motivierenden Jagd- und Sammelreizen in ihren Bann. Und das obwohl es jede Menge Recycling und nur wenige echte Neuerungen gibt.“

„Obwohl die Jagdstile eine wunderbare Bereicherung sind und den Kämpfen eine neue Dynamik verschaffen, erkennt man trotzdem, warum sich im Namen des Spiels keine Zahl befindet. Außerhalb der veränderten Spielweisen besteht ein Großteil aus bekannten Inhalten. Die vier Dörfer kennen erfahrene Jäger aus den vorherigen portablen Abenteuern und auch Monster sowie Waffen bestehen hauptsächlich aus einer Mixtur alter Versionen.“